# Karmnik skalny
Karmnik skalny (Sagina saginoides (L.) H.Karst.) – gatunek rośliny z rodziny goździkowatych. Występuje w Eurazji i Ameryce Północnej.
W Polsce rośnie tylko w Sudetach i Karpatach Zachodnich.

## Morfologia

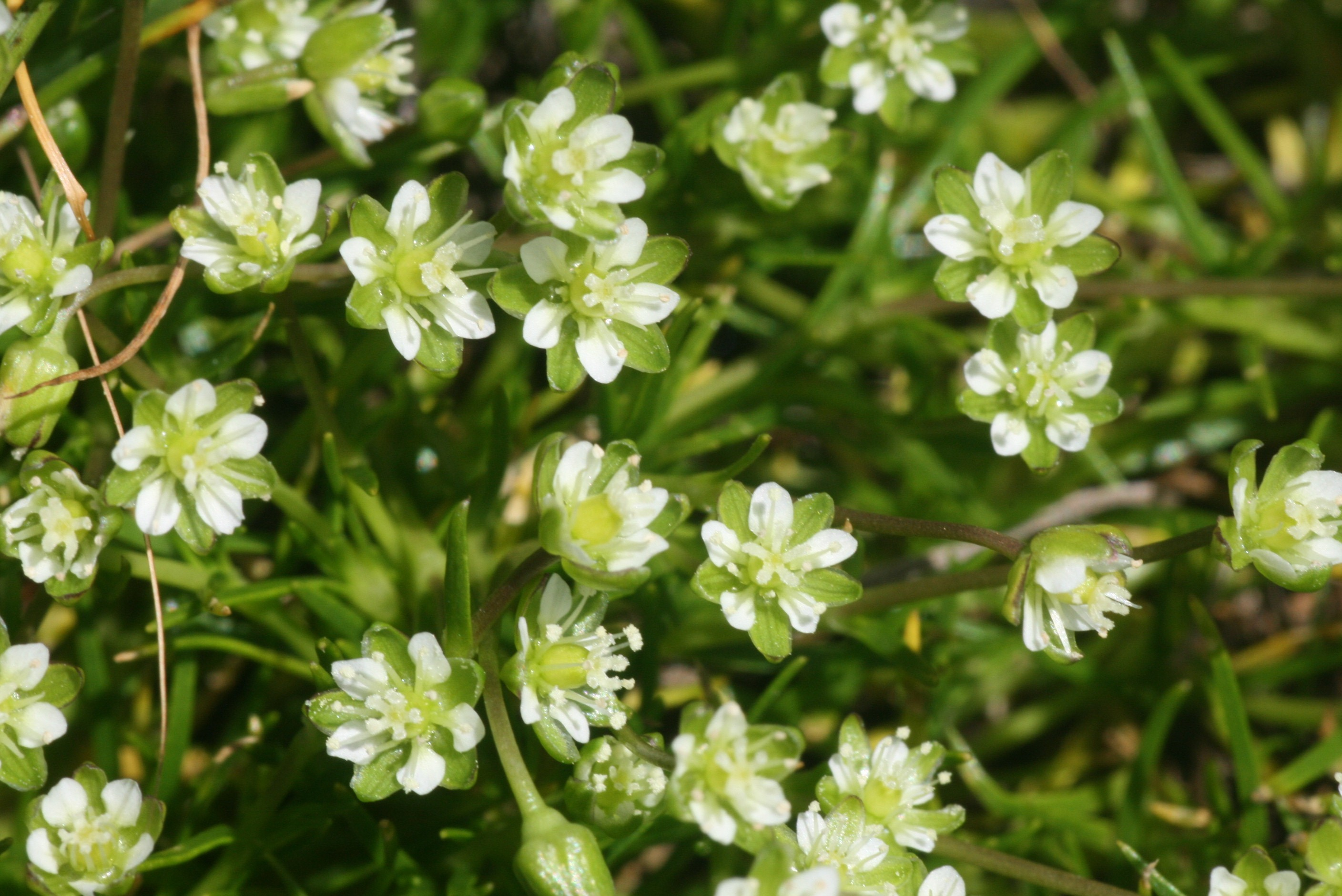
Pokrój

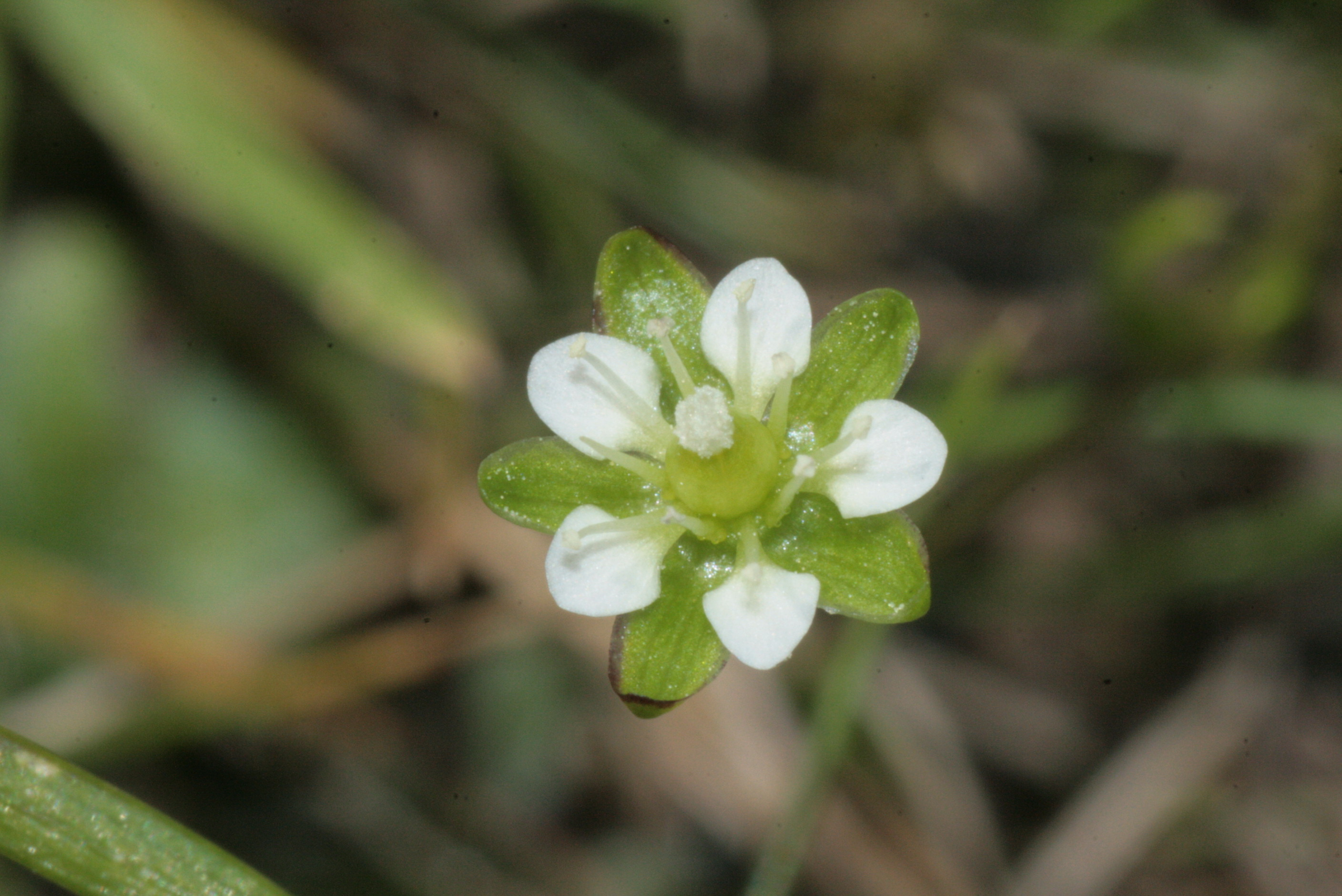
Kwiat

ŁodygaO wysokości 2-10 cm.
LiścieZakończone ością około dwa razy krótszą od szerokości liścia.
KwiatyPojedyncze, pięciokrotne, białe, na długich szypułkach. Działki kielicha tępe, o długości 2-2,5 mm. Płatki korony nie dłuższe od kielicha.
OwocDwa razy dłuższa od kielicha torebka.

## Biologia i ekologia
Bylina, hemikryptofit. Kwitnie od czerwca do sierpnia. Rośnie na skałach, wyleżyskach, źródliskach i górskich pastwiskach. Liczba chromosomów 2n =22. Gatunek charakterystyczny zespołu Bryo-Saginetum saginoidis oraz wysokogórskich wyleżysk śnieżnych z klasy Salicetea herbaceae.

## Zagrożenia i ochrona
Roślina umieszczona na polskiej czerwonej liście w kategorii DD (stopień zagrożenia nie może być określony).